# 合成材料
合成材料是塑料、合成橡胶和合成纤维的总称。

## 生物不可降解
硅橡胶、
聚甲基丙烯酸甲酯、
丙烯酸酯水凝胶、
α-氰基丙烯酸酯、
聚酸胺、
饱和聚酯、
聚氯乙烯、
聚乙烯、
聚丙烯、
聚四氟乙烯、
环氧树脂、
聚氨酯、

## 生物可降解
乳酸-乙醇酸共聚物、
聚β-羟基丁酸酯、
聚乙内酯、
聚乙烯醇、
聚乳酸、
聚苯乙烯、
聚丙烯酸、
聚丁烯、
聚异丁烯、
聚砜、
聚甲醛、
聚酰胺、
聚碳酸酯、
聚对苯二甲酸乙二酯、
酚醛树脂、

## 合成橡胶
顺丁橡胶、
丁苯橡膠、
丁腈橡胶、
氯丁橡胶、
丁纳橡胶、
乙丙橡胶、
聚硫橡胶、
丙烯酸酯橡胶、
氟橡胶、
硅橡膠、
丁基橡胶、
异戊橡胶、

## 合成纤维
丙纶、
涤纶、
锦纶、
腈纶、
氨纶、
维尼纶、
達克綸、
克夫綸、